# Project Blinkenlights
 (janvier 2015).
Si vous disposez d'ouvrages ou d'articles de référence ou si vous connaissez des sites web de qualité traitant du thème abordé ici, merci de compléter l'article en donnant les références utiles à sa vérifiabilité et en les liant à la section « Notes et références ».

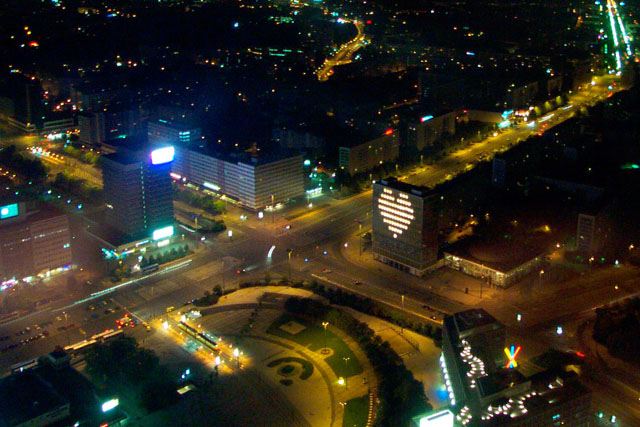
Vue aérienne de l'installation

Le Project Blinkenlights était une installation lumineuse dans la Haus des Lehrers situé sur l'Alexanderplatz à Berlin, qui a transformé la façade du bâtiment en un écran d'ordinateur basse résolution monochrome. L'installation a été réalisée par le Chaos Computer Club (CCC) en 2001 comme célébration de son vingtième anniversaire. Certaines des utilisations ont été d'inviter les personnes à appeler un numéro et de jouer à Pong grâce à leur téléphones portables ou encore d'afficher des animations envoyées par le public.
Des installations similaires ont été réalisées par le CCC à la Bibliothèque nationale de France à Paris (avec un jeu nommé Arcade) et à deux tours du City Hall de Toronto (nommée Stereoscope). Les deux installations avaient une haute résolution avec 8 niveaux de gris.
Les ingénieurs et les étudiants en informatique de l'université technologique et économique de Budapest ont transformé leur dortoir en un affichage géant (la « Matrice ») à leur annuelle « Schönherz Cup competition », où, avec d'autres équipes, ils se mettent au défi de réaliser l'animation la plus drôle et intéressante. En 2017, des étudiants de l'Université de Bordeaux ont publié un framework logiciel opensource pour faciliter la réalisation de ce type d'installations interactives.
Le terme « blinkenlights (en) » est originaire de l'humour hacker.